# Martina Štěpánková (úřednice)
Martina Štěpánková je česká právnička, od června 2018 do března 2019 zmocněnkyně vlády pro lidská práva, v letech 2015 až 2019 náměstkyně ministra pro lidská práva, rovné příležitosti a legislativu ČR a od dubna 2019 do prosince 2022 náměstkyně ministryně práce a sociálních věcí ČR.

## Život
V letech 1994 až 1999 vystudovala Právnickou fakultu Masarykovy univerzity (získala titul Mgr.). Na stejné fakultě pak v letech 2013 až 2016 absolvovala studium, za něž získala titul MPA. V roce 2005 navíc navštěvovala jazykovou školu ve Velké Británii.
Mezi roky 2000 a 2005 pracovala na Úřadu vlády ČR, a to v rámci odboru pro lidská práva, kanceláře Meziresortní komise pro záležitosti romské komunity a kanceláře Rady vlády pro lidská práva. V roce 2005 vykonávala dobrovolnickou práce v administrativě v nevládní organizaci Stonewal ve Velké Británii. V letech 2008 až 2011 byla právničkou v obecně prospěšné společnosti Gender Studies a do roku 2014 právničkou a vedoucí sociálních služeb v Poradně pro občanství.
Od roku 2014 opět působí na Úřadu vlády ČR, tentokrát jako ředitelka Sekce pro lidská práva. V letech 2015 až 2019 byla též náměstkyní ministrů pro lidská práva, rovné příležitosti a legislativu ČR Jiřího Dienstbiera ml. a Jana Chvojky. Dne 27. června 2018 byla jmenována vládní zmocněnkyní pro lidská práva. Ke konci března 2019 se však rozhodla ve funkci skončit.
Od dubna 2019 do prosince 2022 zastávala post náměstkyně ministrů práce a sociálních věcí ČR Jany Maláčové a Mariana Jurečky. Na starosti měla Sekci evropských fondů a mezinárodní spolupráce.